# Chris Wormley
Christopher Keith Wormley (Toledo, 25 ottobre 1993) è un giocatore di football americano statunitense che milita nel ruolo di defensive tackle per i Carolina Panthers della National Football League  (NFL).

## Carriera
Wormley al college giocò a football con i Michigan Wolverines dal 2013 al 2016. Fu scelto nel corso del terzo giro (74º assoluto) nel Draft NFL 2017 dai Baltimore Ravens. Debuttò come professionista subentrando nella gara del quinto turno contro gli Oakland Raiders mettendo a segno un tackle. La settimana successiva disputò la prima gara come titolare contro i Chicago Bears terminando con 2 placcaggi.

### Pittsburgh Steelers
Il 20 marzo 2020 Wormley e una scelta del settimo giro del draft furono scambiati con i Pittsburgh Steelers per una scelta del quinto giro.

### Carolina Panthers
L'11 settembre 2023 Wormley firmò con la squadra di allenamento dei Carolina Panthers.